# Reprezentacja Macedonii Północnej w piłce wodnej mężczyzn
Reprezentacja Macedonii Północnej w piłce wodnej mężczyzn – zespół, biorący udział w imieniu Macedonii w meczach i sportowych imprezach międzynarodowych w piłce wodnej, powoływany przez selekcjonera, w którym mogą występować wyłącznie zawodnicy posiadający obywatelstwo macedońskie. Za jej funkcjonowanie odpowiedzialny jest Macedoński Związek Pływacki (PFM), który jest członkiem Międzynarodowej Federacji Pływackiej.

## Historia
W 2000 reprezentacja Macedonii rozegrała swój pierwszy oficjalny mecz w eliminacjach do Mistrzostw Europy.

## Udział w turniejach międzynarodowych

### Igrzyska olimpijskie
Reprezentacja Macedonii Północnej żadnego razu nie występowała na Igrzyskach Olimpijskich.

### Mistrzostwa świata
Dotychczas reprezentacji Macedonii jeden raz udało się awansować do finałów MŚ. Najwyższe osiągnięcie 14. miejsce w 2009 roku.

### Puchar świata
Macedonia żadnego razu nie uczestniczyła w finałach Pucharu świata.

### Mistrzostwa Europy
Macedońskiej drużynie 3 razy udało się zakwalifikować do finałów ME. W 2008 osiągnęła najwyższe 8. miejsce.